# Tempestade tropical Arthur (1996)
A tempestade tropical Arthur foi o primeiro ciclone tropical e a tempestade nomeada da temporada anual de furacões no Atlântico que causou inundações mínimas nas Carolinas em meados de junho de 1996. Arthur se originou de uma área de convecção aumentada a leste das Bahamas em 16 de junho. Gradualmente, o sistema foi se organizando e foi designado como depressão tropical em 17 de junho. A depressão seguiu para o norte-noroeste e se tornou a tempestade tropical Arthur, ao largo da costa sudeste dos Estados Unidos em 19 de junho. Mais tarde naquele dia, Arthur atingiu o pico com ventos máximos sustentados de 72 km/h (45 mph), mas enfraqueceu ligeiramente antes de atingir a Carolina do Norte no início do dia seguinte. Depois de atingir a Carolina do Norte, Arthur seguiu para o mar e enfraqueceu ainda mais para uma depressão tropical. Até 21 de junho, Arthur fez a transição para um ciclone extratropical. No geral, o impacto do Arthur foi mínimo, limitado a chuvas leves e ondas moderadas na Carolina do Norte e do Sul, bem como um tornado na Flórida. O dano total foi de $ 1 milhões (1996 USD), mas nenhuma morte foi relatada.

## História meteorológica
Em 16 de junho, imagens de satélite revelaram uma área de convecção aumentada a leste das Bahamas, que se acreditava estar associada a uma onda tropical. Em 17 de junho, a convecção aumentou em organização nos níveis mais baixos da atmosfera. Por volta de 18:00 UTC, o sistema havia se organizado o suficiente para ser designado como uma depressão tropical, tornando-se a primeira da temporada. Inicialmente, a depressão seguiu norte-noroeste sob as correntes de direção do fluxo de baixo nível ao redor da periferia oeste da cordilheira subtropical do Atlântico. O forte cisalhamento do vento devido aos ventos rápidos de nível superior associados a um núcleo frio baixo sobre o leste do Golfo do México impediu uma maior intensificação por um tempo, mas em 18 de junho, uma área de convecção profunda desenvolvida ao norte do centro de circulação. Com base na análise de dados de reconhecimento, a depressão tropical foi atualizada para a tempestade tropical Arthur às 19:00 UTC em 19 de junho.
Um fortalecimento adicional ocorreu, quando a tempestade atingiu ventos de pico de 72 km/h (45 mph). Com o tempo, Arthur gradualmente virou para o nordeste e atingiu a costa perto de Cape Lookout, Carolina do Norte, no início de 20 de junho. O centro moveu-se sobre o Pamlico Sound e o Cape Hatteras National Seashore e saiu para o Atlântico. Embora a tempestade contivesse convecção profunda mínima, imagens de satélite indicaram que Arthur tinha um centro de baixo nível bem definido. A tempestade tropical enfraqueceu para uma depressão tropical cerca de 160 km (100 mi) a nordeste do Cabo Hatteras, e acelerou em direção ao nordeste quando as correntes de direção oeste aumentaram. A convecção profunda voltou a aumentar em 21 de junho, embora a falta de simetria indicasse que os remanescentes de Arthur estavam perdendo características tropicais. Velocidade de avanço aumentada para 64 km/h (40 mph) e a tempestade subseqüentemente perdeu todas as características tropicais em 12:00 UTC em 21 de junho, enquanto centrado cerca de 560 km (350 mi) ao norte-nordeste das Bermudas. Os remanescentes extratropicais seguiram para nordeste por 36 horas, e foram identificados pela última vez a meio caminho entre a Terra Nova e os Açores, onde foi absorvido por um ciclone extratropical muito maior sobre o Atlântico Norte.

## Preparativos e impacto

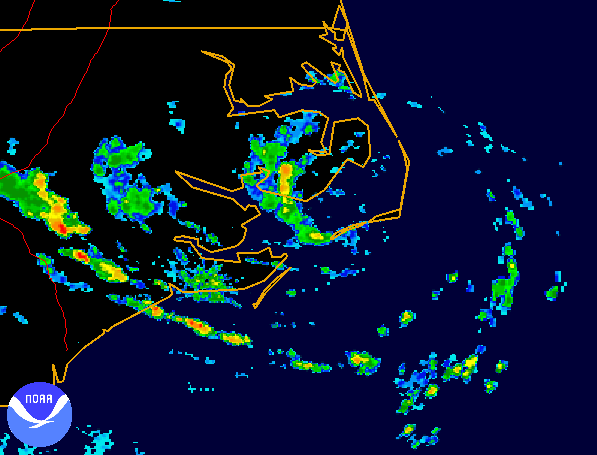
Imagens de radar da tempestade tropical Arthur impactando a Carolina do Norte

Em 18 de junho, um alerta de tempestade tropical foi emitido para locais costeiros de Edisto Beach, na Carolina do Sul, a Cape Lookout, na Carolina do Norte. Pouco tempo depois, um alerta de tempestade tropical foi emitido ao norte de Cape Lookout até a fronteira da Carolina do Norte / Virgínia, incluindo Pamlico e Albemarle Sounds. O alerta de tempestade tropical foi posteriormente estendido da fronteira da Carolina do Norte/Virgínia para Cape Charles, Virgínia, incluindo Virginia Beach. No final de 19 de junho, todos os avisos foram descontinuados.
Um tornado pousou na Flórida, sem causar mortes ou ferimentos conhecidos. Como o centro de Arthur passou 121 km (75 mi) a leste de Cape Romain, Carolina do Sul, foram relatados aumentos menores nas ondas. Na Carolina do Norte, as ondas chegaram a 7 pés (2,1 m). A precipitação atingiu um pico de 149 mm (5.85 in) em Georgetown, Carolina do Sul, embora porque caiu gradualmente, nenhuma inundação significativa foi relatada, além de pequenas poças de água nas estradas. Além disso, Arthur também trouxe precipitação para a Geórgia e a Virgínia, embora as quantidades de chuva registradas raramente excedam 76 mm (3 in). Ventos sustentados de 74 km/h (46 mph) e offshore, o Atlantic Huron relatou um vento sustentado de 77 km/h (48 mph) a 1500 UTC em 19 de junho, enquanto localizado 56 km (35 mi) a sudeste do centro de Arthur. Além disso, uma estação C-Man localizada a cerca de 55.5 km (34.5 mi) a sudeste de Cape Fear, Carolina do Norte relatou ventos sustentados de 63 km/h (39 mph) e rajadas até 72 km/h (45 mph). No geral, os danos causados por Arthur foram mínimos, totalizando apenas $ 1 milhões (1996 USD).